# راه طی‌شده
راه طی‌شده فیلمی به کارگردانی و تهیه‌کنندگی عباس رافعی ساخته سال ۱۳۸۴ است.

## خلاصه فیلم
یک گروه فرانسوی به منظور انتخاب نمایش تعزیه برای جشنواره «اوینیون» و ساخت فیلم مستندی از مراحل آماده‌سازی و اجرای تعزیه به ایران می‌آیند. حضور این گروه موجب بروز ماجراهایی میان شبیه‌پوشان و شبیه گردانان تعزیه می شود، به گونه‌ای که تعزیه را تا مرز تعطیلی پیش می‌برد.